# Cyber-dissidente
Un cyber-dissidente è un giornalista professionista o un giornalista partecipativo che pubblica notizie, informazioni o commenti su internet critici verso un governo o un regime.
Almeno due Organizzazioni non profit stanno lavorando per diffondere la conoscenza sul contributo dei cyber-dissidenti e difenderli contro le violazioni dei diritti umani di cui sono vittima: Global Voices Online e Reporters Without Borders.  Quest'ultima ha pubblicato una Guida per Blogger e Cyber-Dissidenti e cura un The Committee to Protect Bloggers. È stato anche creato BBC NEWS | Technology | Global blogger action day called.
In regioni dove Stampa, radio e televisione sono sotto controllo, pubblicazioni on line anonime di cyber-dissidenti possono essere l'unica fonte di informazioni sulla sorte, sui sentimenti e sulle opinioni della gente comune. In questo caso occorre comunque stare in guardia per la difficoltà di verificare la buona fede e l'accuratezza delle notizie riferite dalle fonti anonime.
Il 12 marzo 2010, in occasione della "Giornata mondiale contro la cyber-censura", Reporters sans frontières assegnerà il primo “Premio Netizen,” a un utente Internet, blogger o cyber-dissidente, che abbia dato un notevole contributo alla difesa della libertà di espressione online. Sempre in occasione della Giornata Mondiale contro la cyber-censura, Reporters sans frontières pubblicherà sul proprio sito rsfitalia.org Archiviato il 19 ottobre 2016 in Internet Archive. l'elenco aggiornato dei “nemici di Internet”, l'elenco dei paesi che limitano l'accesso on-line e minacciano i cittadini della rete. Sarà anche pubblicato l'elenco dei paesi che sono stati posti “sotto sorveglianza” dalla Organizzazione per aver manifestato atteggiamenti minacciosi nei confronti di Internet.

## Persecuzioni di Cyber-Dissidenti

### Iran
Mohamad Reza Nasab Abdolahi è stato imprigionato per aver pubblicato una lettera aperta rivolta all'Ayatollah Ali Khamenei; la moglie incinta di Mohamad ed altri blogger che hanno osato commentare le misure prese contro Mohamad sono stati a loro volta imprigionati.

### Egitto
Diversi blogger sono stati arrestati con l'accusa di aver diffamato il presidente Hosni Mubarak ed aver criticato l'Islam

### Russia
Quando il presidente Vladimir Putin chiese alle donne del suo paese più bambini, il giornalista Vladimir Rakhmankov pubblicò un articolo satirico su internet definendo Putin "il simbolo fallico della nazione". Rakhmankov fu portato in giudizio e condannato ad una pena pecuniaria. 
Si sospetta che l'FSB, il servizio per la sicurezza del governo russo e principale successore del KGB, abbia creato una squadra speciale che contribuisce su diversi blog con azioni di disturbo oltre che per intimidire i blogger politici ed impedire la libera discussione su argomenti non desiderati, tecnica nota in Russia come "misure attive".